# Newland with Woodhouse Moor
Newland with Woodhouse Moor är en civil parish i Storbritannien.   Den ligger i distriktet Wakefield i grevskapet West Yorkshire i riksdelen England, i den centrala delen av landet, 260 km norr om huvudstaden London.